# Охад Левіта
Охад Левіта (івр. אוהד לויטה; нар. 17 лютого 1986, Кфар-Сава) — ізраїльський футболіст, воротар клубу «Хапоель» (Хайфа).
Виступав, зокрема, за клуб «Маккабі» (Хайфа), а також національну збірну Ізраїлю.
Дворазовий володар Кубка Ізраїлю.

## Клубна кар'єра
Народився 17 лютого 1986 року в місті Кфар-Сава. Вихованець футбольної школи клубу «Хапоель» (Кфар-Сава). Дорослу футбольну кар'єру розпочав 2003 року в основній команді того ж клубу, в якій провів шість сезонів, взявши участь у 58 матчах чемпіонату.
Згодом з 2009 по 2014 рік грав у складі команд «Валвейк», «Хапоель» (Беер-Шева), «Омонія» та «Маккабі» (Нетанья).
Своєю грою за останню команду привернув увагу представників тренерського штабу клубу «Маккабі» (Хайфа), до складу якого приєднався 2014 року. Відіграв за хайфську команду наступні чотири сезони своєї ігрової кар'єри.
Протягом 2018—2021 років знову захищав кольори клубу «Хапоель» (Беер-Шева).
До складу клубу «Хапоель» (Хайфа) приєднався 2021 року. Станом на 10 серпня 2022 року відіграв за хайфську команду 27 матчів в національному чемпіонаті.

## Виступи за збірні
Протягом 2007–2008 років залучався до складу молодіжної збірної Ізраїлю. На молодіжному рівні зіграв у 17 офіційних матчах, пропустив 1 гол.
У 2010 році дебютував в офіційних матчах у складі національної збірної Ізраїлю.

## Титули і досягнення
- Володар Кубка Ізраїлю (2):

«Маккабі» (Хайфа): 2015–2016
«Хапоель» (Беер-Шева): 2019–2020
- Володар Суперкубка Кіпру (1):

«Омонія»: 2012